# Metapsicologia
La metapsicologia fa referència en psicoanàlisi a dos conceptes diferents:
- En sentit ampli, designa la manera en què Sigmund Freud aïllava els aspectes teòrics centrals de la seua teoria psicoanalítica, i els distingia de les definicions de la psiquiatria clàssica de l'època, amb l'establiment de la seua concepció innovadora sobre l'existència d'una causalitat psíquica basada en l'inconscient. En aquest sentit s'orienten els primers esments de Freud al terme. Aquest és el significat del mot quan l'utilitza en les cartes a Wilhem Fliess (del 13 de febrer de 1896 i del 10 de març de 1898) i que després amplia el 1901 en la seua obra Psicopatologia de la vida quotidiana.[1][2] En aquest darrer assaig major, Freud intenta establir que tot i que la metafísica siga el model formal de la metapsicologia, aquesta no se circumscriu a la primera.
- En un sentit estricte, es defineix per primera vegada de manera precisa en L'inconscient, treball inclòs en una col·lecció d'escrits de 1915 (Pulsions i destinacions de la pulsió, La repressió i L'inconscient) publicada sota el títol de Treballs sobre metapsicologia.[3] Ací Freud descriu com a anàlisi "metapsicològica" una manera precisa de veure un procés, mecanisme o fenomen psíquic, i considera per a descriure'ls aquests tres aspectes:

1. Quines són les forces en conflicte que intervenen en la dinàmica de la seua aparició i desplegament (aspecte dinàmic);
2. En quin sistema psíquic ocorre (aspecte tòpic);
3. Com en canvien les investidures energètiques, què ocorre en la catexi o distribució i equilibri de l'energia pulsional (aspecte econòmic).

La historiadora i psicoanalista francesa Elisabeth Roudinesco defineix la metapsicologia així:

«Terme creat per Sigmund Freud el 1896 per designar el conjunt de la seua concepció teòrica, i diferenciar-la de la psicologia clàssica. L'enfocament metapsicològic consisteix en l'elaboració de models teòrics que no estan directament vinculats a una experiència pràctica o a una observació clínica; se'n defineix per la consideració simultània dels punts de vista dinàmic, tòpic i econòmic.»

## Utilització del concepte en psicologia
Cent anys després de Freud, el mateix terme, desproveït, però, de components psicoanalítics, s'ha establert per designar les reflexions filosòfiques, epistemològiques i ontològiques sobre la psicologia.